# Рас-Нуадибу
Рас-Нуадибу (араб. رأس نواذيبو‎) — узкий полуостров на западе Африки длиной около 70 км. Крайняя южная точка полуострова — мыс Кап-Блан или Кабо-Бланко (и французский, и испанский варианты переводятся как «Белый мыс» и ранее относились ко всему Рас-Нуадибу).
Ещё со времён колониализма полуостров был разделён с севера на юг. В 1900 году появилась окончательная граница — западная часть стала относиться к испанской колонии Рио-де-Оро (сегодня — Западная Сахара под контролем Марокко), восточная — к Французской Западной Африке (в настоящее время — Мавритания).
Западно-сахарская часть Рас-Нуадибу не контролируется ни одним государством, на неё претендующим. Доступ как с основной части САДР, так и со стороны Марокко ограничен значительным по площади минным полем, начинающимся с Марокканскoй стены с севера (21°21′99″ с. ш.) и заканчивающимся мавританским блокпостом с юга (21°17′66″ с. ш. 16°58′74″ з. д.), прибрежное пространство полуострова периодически патрулируется марокканскими военными. Крупнейший город западной части — Лагуира (Агуэра). Со времен испанцев осталась автомобильная дорога (в настоящее время, реконструирована и используется для торговли между Марокко и Мавританией).

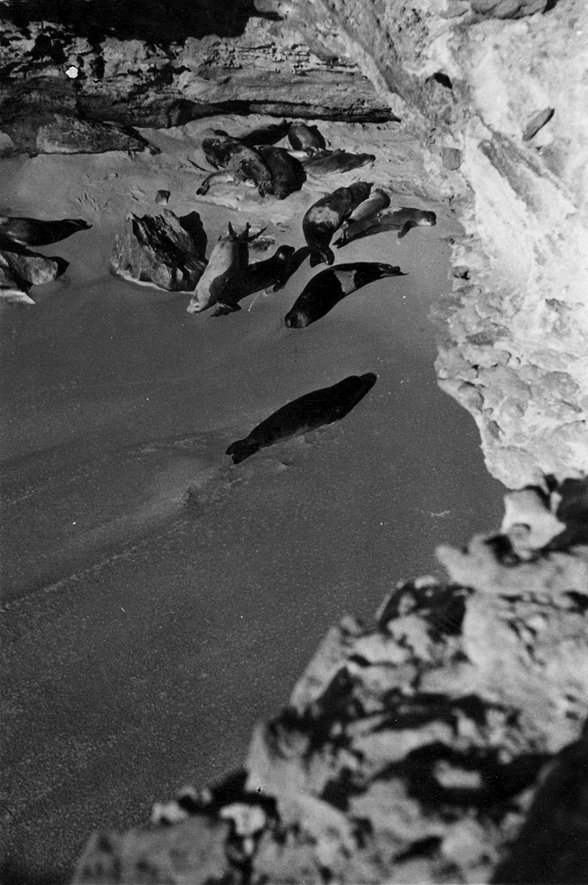
Колония тюленей-монахов в 1945 году

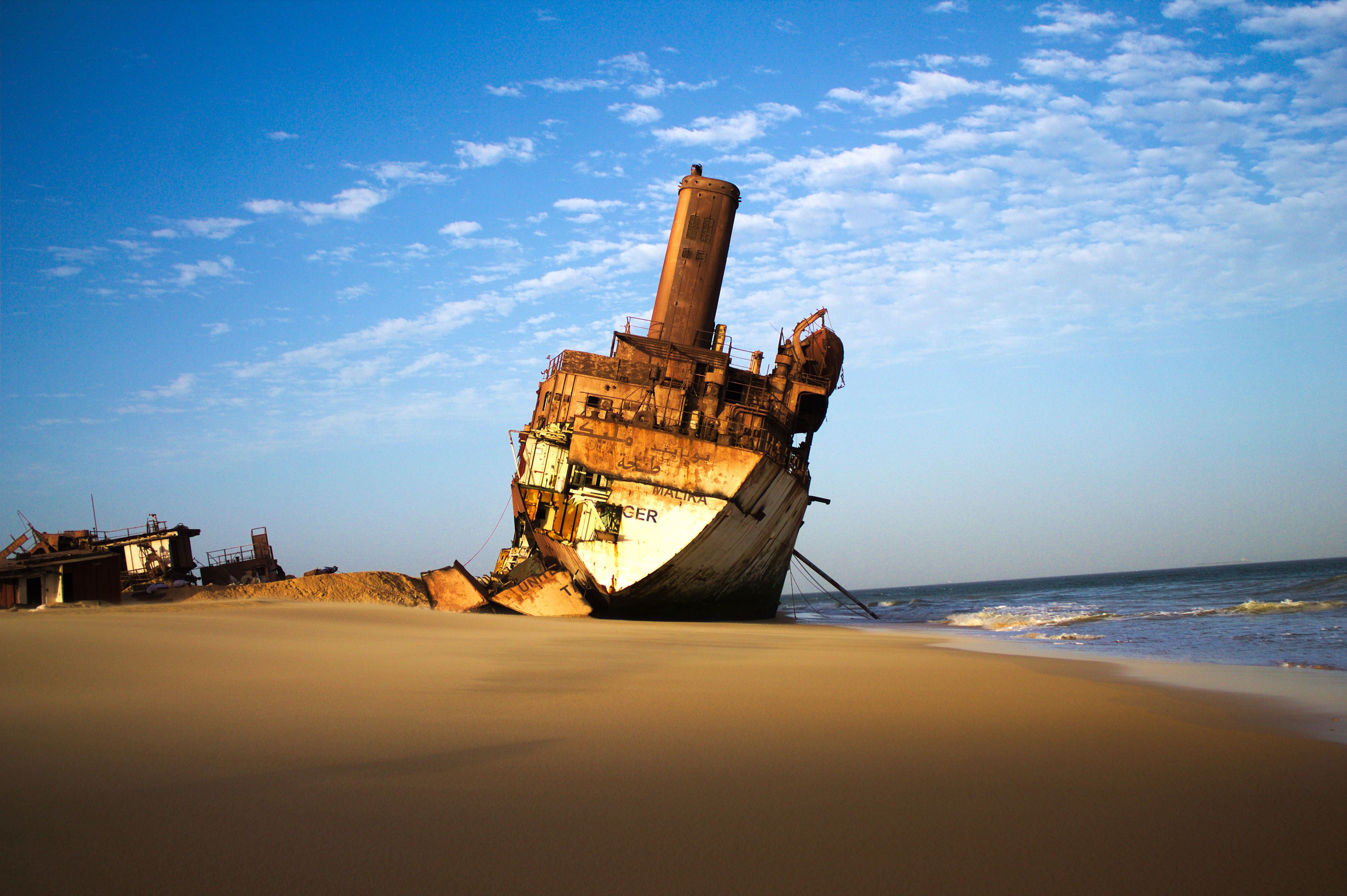
Заброшенное судно «United Malika» на мели на мысе Кап-Блан (май 2014 г.)

На полуострове находится самая большая в мире колония очень редкого тюленя-монаха. Она сильно пострадала во время эпизоотии 1997 года, когда погибло две трети из 310 голов. Причины эпизоотии точно не установлены. С тех пор популяция медленно увеличивается, насчитывая на данный момент[когда?] около 150 тюленей.